# 제임스 페니

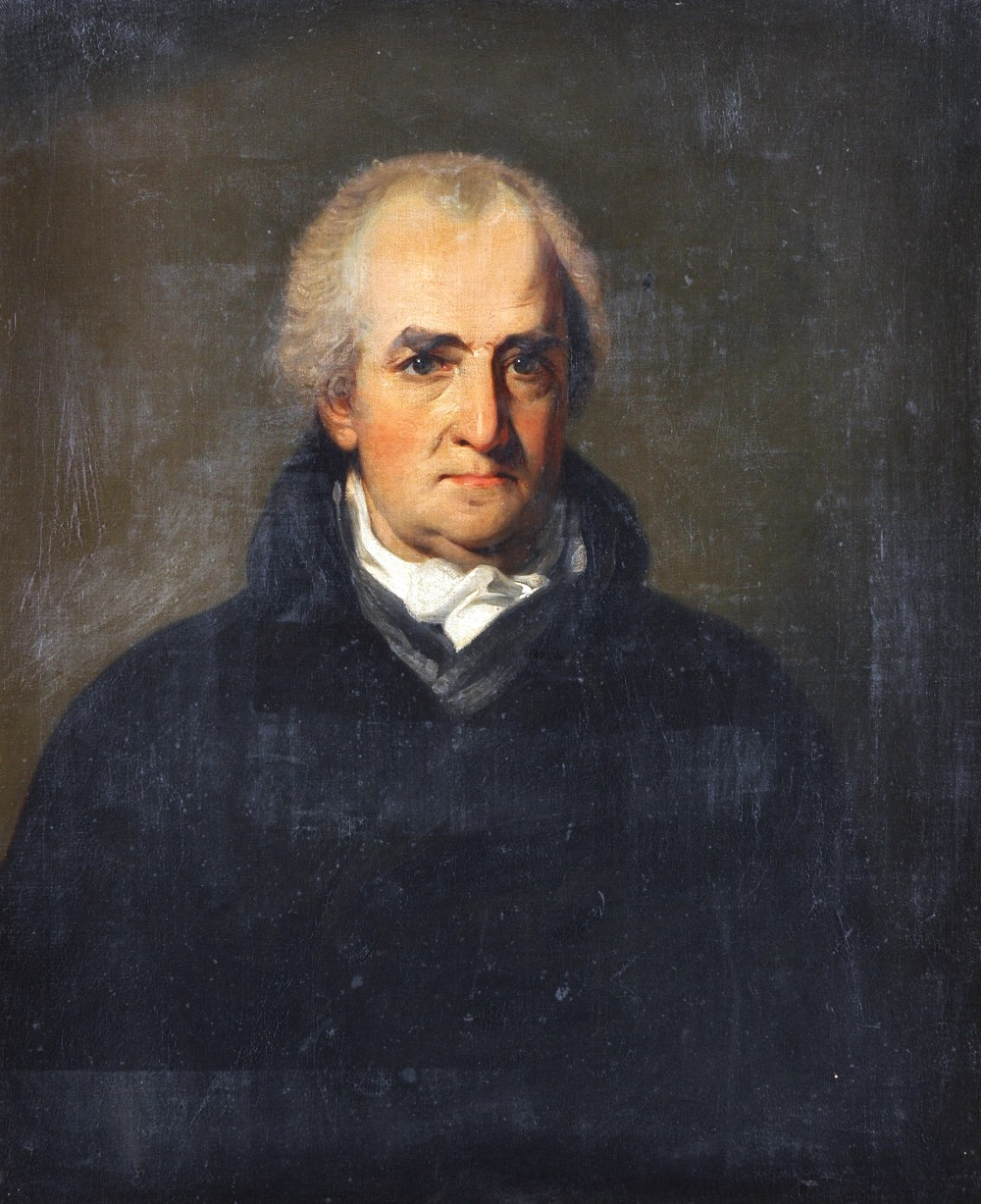
토마스 하그리브스의 제임스 페니 초상화

제임스 페니(James Penny, ~1799년)는 영국의 상인이자 노예 상인으로, 리버풀 노예 무역의 저명한 옹호자였다. 비틀스의 노래 제목으로도 유명한 리버풀의 페니 레인 거리는 그와 관련이 있는 것으로 알려져 있었으나, 현재는 관련 없는 기원이라는 것이 널리 받아들여지고 있다.

## 초기 생애
페니는 아마도 리버풀 토박이가 아니었을 것이며, 컴브리아의 울버프턴에서 태어났을 수 있다. 그는 선원으로 일하기 위해 리버풀에 왔고 1768년에 앤 쿠퍼와 결혼했다. 그는 이후 리버풀 인명록에서 선원, 선장, 상인으로 언급된다.
페니는 미국 독립 전쟁까지 대서양 노예 무역에 적극적으로 참여했다. 그는 전쟁 후 선주이자 다른 상인들과의 사업 파트너로서 노예 무역에 복귀했다. 그는 여러 노예 무역 회사에 관여했으며 1776년부터 시작된 그의 수많은 여행에서 얻은 아프리카 해안에 대한 지식으로 유명했다.
1788년 노예 폐지론자들의 대중적 압력에 따라 영국 정부가 노예 무역에 대한 조사를 시작했을 때, 페니는 노예 상인들의 견해를 대표하도록 선택되었다. 지역 역사가 F.E. 샌더슨에 따르면, 그는 "마을에서 상당한 지위를 가진 사람으로, 동료 상인들에게 높은 평가를 받았으며, 노예 무역에 대한 그의 직설적인 견해는 그를 유력한 대표로 주목하게 만들었을 것"이라고 한다.

## 의회 증언
페니는 영국 정부에 제출한 증언에서 "인도주의와 이익 모두에 의해 승무원과 노예의 보존에 가능한 모든 주의를 기울일 수밖에 없었다"고 주장했다. 그는 대서양 노예 항로에서 노예들이 게임을 하고 춤추고 노래하도록 허용했다고 진술했다.
날씨가 무덥고 피부에 약간의 땀이라도 나는 기색이 보이면, 갑판에 나올 때 두 사람이 천을 가지고 완벽하게 마르게 닦아주고, 다른 한 사람은 약간의 강심제를 줍니다.... 그런 다음 파이프와 담배를 공급받습니다.... 그들은 자기 나라 특유의 악기로 즐거워하고... 음악과 춤에 지치면 운 게임을 합니다.

동일한 증언에서 그는 노예들의 사망률이 12명 중 1명이었고, "노예 한 명당 평균 너비 허용량은 14와 2/3인치"라고 언급했다. 페니는 또한 무역 폐지가 리버풀 경제를 파괴할 것이라고 주장했다. "그것은 상업적 이익뿐만 아니라 랭커스터 카운티의 토지 재산, 특히 리버풀 타운에 큰 영향을 미칠 것입니다. 그 경우 리버풀의 몰락은 그 상승만큼이나 놀라웠을 것입니다."

## 말년
1792년, 그는 의회 위원회에서 노예 무역을 지지하는 발언을 한 대가로 은제 에페른을 선물받았다. 그는 다른 상인들이 노예 무역에서 멀어지고 있었음에도 불구하고 계속해서 노예 무역에 전념했다. 장남 제임스와 함께 그는 1793년 7월 리버풀에서 거래하는 아프리카 상인 회사에 선출되었다. 그는 1799년에 사망했다.
페니의 딸 중 한 명은 작가 크리스토퍼 노스와 결혼했다.